# Zjazd w Łęczycy

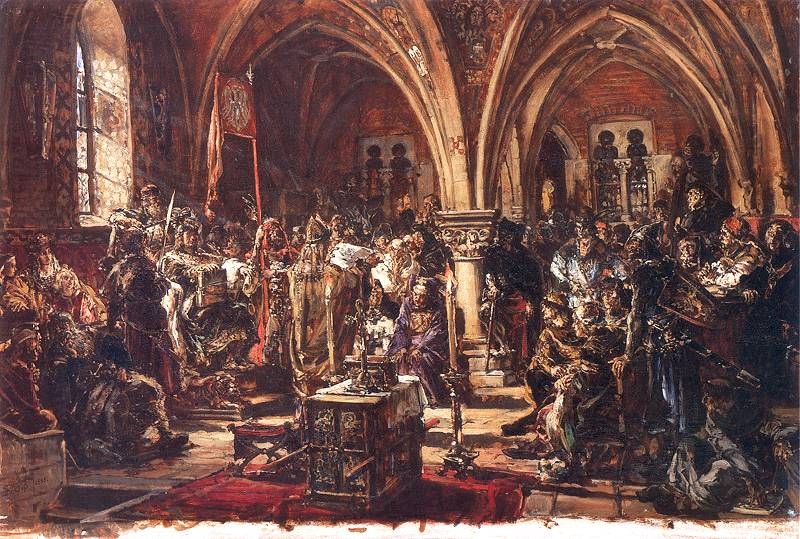
Jan Matejko: W Łęczycy pierwszy sejm. Spisanie praw. R.P. 1180.

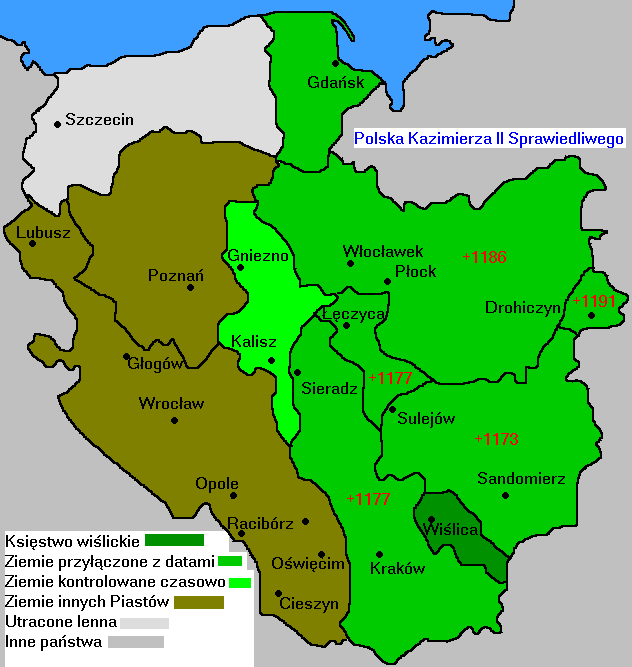
Polska za czasów Kazimierza II Sprawiedliwego

Zjazd w Łęczycy – wielki zjazd dostojników duchownych (ośmiu biskupów) i świeckich w roku 1180 w Łęczycy.
Na zjeździe ograniczono urzędnikom książęcym prawo żądania podwodów i żywności w czasie podróży przez dobra duchowieństwa oraz zniesiono ius spolii, pozwalające księciu przejmować majątek zmarłego biskupa. Był to pierwszy akt zrzeczenia się przez panującego części swych uprawnień na rzecz określonej grupy społecznej. Ulgi dotyczyły majątku biskupów, a nie chłopów bezpośrednio, którym duchowny zwierzchnik mógł nadal wyznaczać daniny i powinności.
Ostatecznie zrezygnowano z zasady obejmowania władzy w dzielnicy senioralnej przez najstarszego z Piastów na rzecz dziedziczności tronu w linii Kazimierza II i zezwolono na zmiany granic tej dzielnicy w przyszłości.
Uchwały zjazdu łęczyckiego zatwierdził papież Aleksander III, potwierdzając także legalność władzy Kazimierza Sprawiedliwego jako princepsa, co było głównym celem władcy. Władzę Kazimierza potwierdził również cesarz Fryderyk I Barbarossa.